# Keihanšin
Keihanšin (japonsko 京阪神, latinizirano: Kjoto-Osaka-Kobe) je metropolitanska regija v regiji Kansai na Japonskem, ki obsega metropolitanska območja mest Kjoto v prefekturah Kjoto, Osaka in Kobe v Hjogo. Celotna regija ima (leta 2015) 19.302.746 prebivalcev na površini 13.228 kvadratnih kilometrov. Je druga najbolj naseljena urbana regija na Japonskem (za širšim območjem Tokia), v kateri živi približno 15 % japonskega prebivalstva.
BDP v Osaki-Kobe je leta 2015 merjen s PPP 681 milijard dolarjev, zaradi česar je ena najbolj produktivnih regij na svetu, primerljiva s Parizom in Londonom. MasterCard Worldwide je poročal, da je Osaka na 19. mestu lestvice vodilnih svetovnih mest in ima ključno vlogo pri spodbujanju svetovnega gospodarstva. Če bi bil Keihanšin država, bi bilo to 16. največje gospodarstvo na svetu, z BDP v višini skoraj 953,9 milijarde dolarjev leta 2012.
Ime Keihanšin je sestavljeno z ekstrakcijo reprezentativnega znaka kandži iz Kjota (京都), Osaka (大阪) in Kobe (神戸), vendar z uporabo kitajskega branja namesto ustreznega domačega branja za vsakega od znakov, vzetih iz Osake in Kobeja, in kan-on kitajsko branje znaka za Kjoto namesto običajnega go-on kitajskega branja.

## Definicija
- Keihanšin MMA od leta 2015 z osrednjimi mesti v temno modri barvi: Osaka, Sakai, Kjoto, Kobe
- Zemljevid Keihanšin z Osaka, Kobe in Kjoto Urbano zaposlitveno območje leta 2015.

### Glavno metropolitansko območje
Japonski statistični urad opredeljuje glavno metropolitansko območje ali MMA (大都市圏) kot niz občin, kjer se vsaj 1,5 % prebivalstva, starega 15 let in več, vozi v šolo ali na delo v določeno mesto (opredeljeno kot osrednje območje). Če je več določenih mest dovolj blizu, da se prekrivajo obrobna območja, so združena v eno samo večjedrno območje. V popisu leta 2005 so bila označena mesta, uporabljena za opredelitev Keihanšin MMA, Osaka, Kobe in Kjoto. Sakai je pozneje postal imenovano mesto.
Ta regija je sestavljena iz kombinacije metropolitanskih območij Osake, Kobeja, Kjota in Himedžija ter poleg tega vključuje več periurbanih območij (zlasti v vzhodni prefekturi Šiga), ki niso del štirih metropolitanskih območij.
Leta 2015 je imela celotna regija Keihanšin 19.302.746 prebivalcev na površini 13.228 kvadratnih kilometrov.

### Razpon
Japonski statistični urad opredeljuje nabor občin, ki so v celoti ali večinoma znotraj 50 kilometrov od občinskega urada Osake, kot eno merilo metropolitanskega območja. Leta 2015 je bilo tako v tej regiji 16.260.117 prebivalcev.

### Urbano zaposlitveno območje
Urbano zaposlovalno območje je definicija metropolitanskega območja, ki so jo razvili na Ekonomski fakulteti Univerze v Tokiu. Ta definicija je primerljiva z metropolitanskim statističnim območjem v Združenih državah. Osnovni gradnik so občine.
Osrednje območje je niz občin, ki vključujejo gosto naseljeno okrožje z 10.000 prebivalci ali več. Urbano zaposlitveno območje se imenuje Metropolitansko zaposlitveno območje, če ima njegovo osrednje območje 50.000 prebivalcev ali več. V nasprotnem primeru se območje imenuje Mikropolitansko zaposlitveno območje. Gosto naseljeno okrožje je skupina popisnih okolišev, naseljenih z gostoto 4000 ali več oseb na km². Obrobna območja so tiste občine, kjer v ožjem ali drugem obrobnem območju dela 10 % ali več delovno aktivnih prebivalcev. Prekrivanja niso dovoljena in obrobno območje je dodeljeno osrednjemu območju, kjer ima najvišje razmerje dnevne vožnje.
Ta definicija dodeljuje metropolitansko zaposlitveno območje naslednjim mestom v regiji Keihanšin: Osaka, Kobe, Kjoto, Himedži in Vakajama. Spodnji seznami prikazujejo, katera mesta pripadajo kateremu metropolitanskemu območju. Mesta in vasi niso navedena.

#### Osaka MEA
Metropolitansko zaposlitveno območje Osake je imelo (leta 2015) 12.078.820 prebivalcev in je bilo sestavljeno iz naslednjih mest:
- Jedrna mesta: Osaka, Sakai, Kadoma, Higašiosaka
- Obrobna mesta:
  - prefektura Osaka (celotna prefektura)
  - prefektura Hjogo (jugovzgodni del): Amagasaki, Nišinomija, Ašija, Itami, Takarazuka, Kavaniši, Sanda
  - prefektura Nara (severni del): Nara, Tenri, Jamatotakada, Jamatokōrijama, Kašihara, Sakurai, Ikoma, Kašiba, Kacuragi
  - Druga mesta: Javata (Kjoto), Hašimoto (Vakajama)

#### Kjoto MEA
Kjotsko metropolitansko zaposlitveno območje je imelo (leta 2015) 2.801.044 prebivalcev in je bilo sestavljeno iz naslednjih mest:
- Jedrna mesta: Kjoto, Kusacu
- Obrobna mesta:
  - prefektura Kjoto (južni del): Udži, Kameoka, Džojo, Muko, Nagaokakjo, Kjotanabe
  - prefektura Šiga (jugozahodni del): Ocu, Morijama

#### Kobe MEA
Metropolitansko zaposlitveno območje Kobe je imelo (leta 2015) 2.565.501 prebivalcev  in je bilo sestavljeno iz naslednjih mest:
- Jedrna mesta: Kobe
- Obrobna mesta:
  - prefektura Hjogo (južni del): Akaši, Kakogava, Takasago, Miki in Ono

#### Himedži MEA
Metropolitansko zaposlitveno območje Himedži je imelo (leta 2015) 773.389 prebivalcev in je bilo sestavljeno iz naslednjih mest:
- Jedrna mesta: Himedži
- Obrobna mesta:
  - prefektura Hjogo (jugozahodni del): Aioi, Tacuno

#### Vakajama MEA
Metropolitansko zaposlitveno območje Vakajama je imelo (leta 2015) 569.758 prebivalcev in je bilo sestavljeno iz naslednjih mest:
- Jedrna mesta: Vakajama
- Obrobna mesta:
  - prefektura Vakajama (severozahodni del): Kainan

## Zgodovinska demografija Keihanšina
Po podatkih japonskega popisa prebivalstva je Keihanšin, znan tudi kot Velika Osaka, je znano prebivalstvo skozi vse 20. stoletje. Od leta 1960 do 2010 se je prebivalstvo skoraj podvojilo z 10,6 milijona na 19,3 milijona. Približno leta 2010 je Keihanšin doživel majhen upad populacije.
| Leto | Prebivalstvo |
| ---- | ------------ |
| 1950 | 7.005.000    |
| 1960 | 10.615.000   |
| 1970 | 15.272.000   |
| 1980 | 17.028.000   |
| 1990 | 18.389.000   |
| 2000 | 18.660.180   |
| 2010 | 19.341.976   |
| 2020 | 19.223.980   |

## Mesta

### Jedrna mesta
Jedrna mesta Keihanšina so mesta z vladnimi odloki. Ta mesta so tri največja mesta skupaj s Tokiom leta 1889 določila za posebna mesta. Kobe je leta 1922 določil šest največjih mest za posebna mesta in leta 1931 sprejel sistem oddelkov. Po drugi svetovni vojni je šest največjih mest nadomestila vlada, ki je določila mestni sistem leta 1956. Nato je Sakai leta 2006 postal mesto, ki ga je določila vlada.
Jedrna mesta Keihanšin so:
- Osaka (2,75 milijona preb.)
- Kobe (1,53 milijona preb.)
- Kjoto (1,46 milijona preb.)
- Sakai (826.447 preb.)

### Druga mesta v območju
Druga mesta v prefekturah Osaka, Hjogo, Kjoto in Nara so:
- Aioi
- Akaši
- Amagasaki (pop 460,000)
- Ašija
- Avadži
- Daito
- Fudžidera
- Habikino
- Hannan
- Higašiōsaka (pop 490.000)
- Himedži (pop 530.000)
- Hirakata (pop 400.000)
- Ibaraki
- Ikeda
- Itami
- Izumi
- Izumiōcu
- Izumisano
- Džōjō
- Kadoma
- Kaizuka
- Kakogava
- Kameoka
- Kasai
- Kašivara
- Katano
- Katō
- Kavačinagano
- Kavaniši
- Kišivada
- Kizugava
- Kyjtanabe
- Macubara
- Miki
- Minoh
- Moriguči
- Mukō
- Nagaokakjō
- Nantan
- Nejagava
- Nišinomija (pop 490.000)
- Ono
- Ōsakasajama
- Sanda
- Sasajama
- Sennan
- Setcu
- Šijōnawate
- Suita (pop 390.000)
- Takaiši
- Takarazuka
- Takasago
- Takacuki (pop 350.000)
- Tacuno
- Tondabajaši
- Toyonaka (pop 400.000)
- Udži
- ao
- Javata

### Pridružena mesta
V definiciji glavnega metropolitanskega območja (MMA), ki jo uporablja japonski statistični urad, so vključena naslednja mesta v prefekturah Mie, Šiga, Nara, Vakajama:

#### Prefektura Mie
- Nabari

#### Prefektura Šiga
- Higašiōmi
- Hikone
- Kōka
- Konan
- Kusacu
- Morijama
- Ōtcu (pop 350.000)
- Ōmihačiman
- Rittō
- Takašima
- Jasu

#### Prefektura Nara
- Gojō
- Gose
- Ikoma
- Kašiba
- Kašihara
- Kacuragi
- Nara (pop 350.000)
- Sakurai
- Tenri
- Uda
- Jamatokōrijama
- Jamatotakada

#### Prefektura Vakajama
- Vakajama (pop 360.000)
- Hašimoto
- Ivade
- Kacuragi

## Promet

### Zračni
Obstajata dve veliki letališči. Mednarodno letališče v Osaki, ki je dokaj v središču mesta, leži čez mejo med mestoma Itami in Tojonaka, služi predvsem domačim linijam.
Mednarodno letališče Kansai je bilo odprto leta 1994 in je zdaj glavno mednarodno letališče v regiji. Leži na umetnem otoku daleč od obale v Osaškem zalivu proti izlivu Vakajama. Kansai je geografski izraz za območje zahodnega Honšuja, ki obdaja Osako. Letališki otok je povezan s celino prek mostu Sky Gate Bridge R, ki vključuje šestpasovno hitro cesto in letališko progo Kansai, železniško povezavo s progo Hanva, ki povezuje Vakajamo z Osako. Omejeni hitri vlaki nudijo neprekinjeno storitev do Osake in naprej do Kjota. Lokalne povezave so vzpostavljene z drugimi območji. Avtocestni avtobusi nudijo tudi storitve do številnih območij.
Letališče Kobe, zgrajeno na predelanem otoku južno od Port Islanda, odprto leta 2006, ponuja domače lete.

### Železniški
Keihanšin ima zelo razvejano mrežo železniških prog, ki je primerljiva z mrežo širšega Tokia. Glavni železniški terminali v mestih so Umeda/Osaka, Namba, Tennodži, Sannomija in Kjoto.

#### Hitra železnica
JR Central in JR West upravljata hitre vlake na progi Tōkaidō-Sanjō Šinkansen. Postaja Šin-Ōsaka deluje kot terminalna postaja Šinkansen, čeprav sta obe progi fizično združeni in številni vlaki ponujajo prek storitve. Ta postaja je povezana s postajo Ōsaka v Umedi s progo JR Kjoto in progo podzemne železnice Midōsudži. Postaja Šhin-Osaka je najbolj obremenjena postaja za visoke hitrosti. V območju Keihanšin so tudi manjše postaje Kjoto Station, Šin-Kobe Station, Niši-Akaši Station, Himedži Station in Aioi Station.
Vsi vlaki na obeh linijah Šinkansen se ustavijo na postaji Šin-Ōsaka in zagotavljajo povezave z drugimi večjimi mesti na Japonskem. Tokaido Šinkansen nudi storitve proti vzhodu in se ustavi v mestih, kot so Kjoto, Nagoja, Jokohama in Tokio. Iz Tokia je možna povezava z drugimi servisnimi območji Šinkansen severno od Tokia. Sanjo Šinkansen ponuja storitve proti zahodu in se ustavi v mestih, kot so Kobe, Okajama, Hirošima in Fukuoka. Prek storitev je na voljo tudi Kjušu Šinkansen, ki razširi storitve na mesta, kot sta Kumamoto in Kagošima.
Obstajajo tudi številne storitve Limited Express, ki delujejo na običajnih linijah, vendar so zasnovane za udobno potovanje na dolge razdalje. Mnogi od teh vlakov vozijo s hitrostjo, ki bi jo večina drugih držav smatrala za "visoke hitrosti". Iz Osake in Kjota omejene ekspresne storitve povezujejo večino večjih mest znotraj območja Keihanšin in zunaj njega ter so bolj priljubljene kot Šinkansen za povezave znotraj območja zaradi storitev do več območij in bolj centralno lociranih in dobro povezanih postaj na območjih, ki jih oskrbujejo tudi Šinkansen. Nižje cene vozovnic prav tako spodbujajo uporabo, čeprav so dražje od rednih/mestniških vlakov, ki vozijo na istih progah.

#### Primestna železnica
Tako JR West kot zasebne linije povezujejo Keihanšin in njegova predmestja. Omrežje primestne železnice JR West se imenuje mestno omrežje. Glavne postaje na liniji JR Osaka Loop so Osaka (Umeda), Tennōdži, Curuhaši in Kjōbaši. JR West tekmuje z zasebnimi železniškimi operaterji, kot so Keihan Electric Railway, Hankju Railway, Hanšin Railway, Kintecu Railway in Nankai Electric Railway. Progi Keihan in Hankju povezujeta Osako in Kjoto; progi Hanšin in Hankju povezujeta Osako in Kobe; linije Kintecu se povezujejo z Naro, Jošino, Ise in Nagojo; proge Nankai pa se povezujejo z južnimi predmestji Osake in mednarodnim letališčem Kansai ter Vakajamo in goro Koja. Številne linije v Keihanšin za plačilo sprejemajo brezkontaktne pametne kartice ICOCA ali PiTaPa.

#### Občinska podzemna železnica
Metro sistem Osaka je del obsežnega sistema hitrega prevoza v Osaki. Samo podzemni sistem se uvršča na 13. mesto na svetu po letnem številu potnikov, saj oskrbuje več kot 912 milijonov ljudi letno (četrtina od 4 milijard letnih potnikov v sistemu Greater Osaka Rail System), čeprav je le 8 od več kot 70 linij na območju podzemne železnice.